# Poststraße (Berlin)
Die Poststraße im Berliner Stadtzentrum ist eine im 17. Jahrhundert ausgebaute Straße in Alt-Berlin. Sie durchquert als wichtigste Straße das 1987 wiedererrichte Nikolaiviertel. Die hier erhaltenen oder wiederaufgebauten Gebäude bilden ein denkmalgeschütztes Bauwerksensemble.

## Geschichte

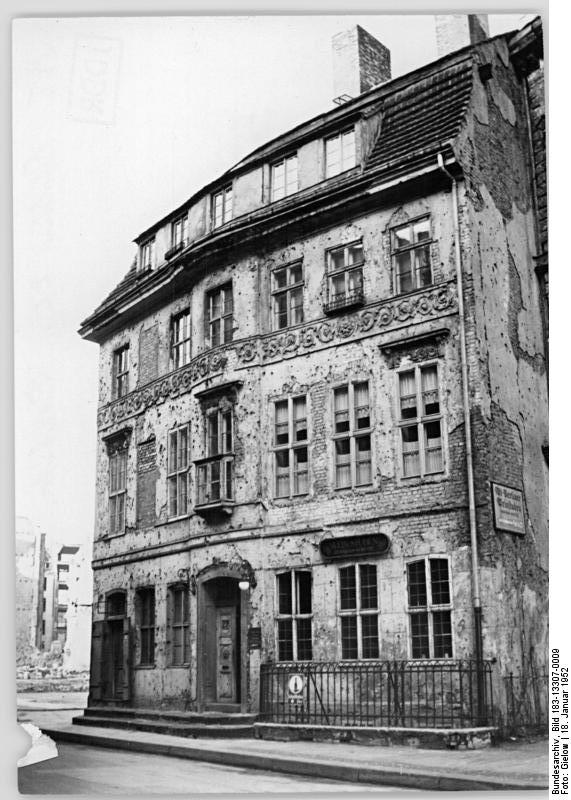
Poststraße, Altbau, Kriegsschäden, 1952

Die ersten Straßen etwa in der heutigen Trassierung hießen Am Mühlendamm (Mittelalter bis 1685), Neben dem Nikolai-Kirchhofe (Mittelalter bis 1685), Am Fischmarkt (17.–18. Jh.) und Bollengasse (18. Jh. bis 1862) – jeweils einzelne Abschnitte.
Die Straße erhielt 1685 ihren heutigen Namen nach dem ehemals hier befindlichen Posthof. Der Abschnitt zwischen Molkenmarkt und Königstraße ist im Stadtplan von 1712 und im Adressbuch von 1713 noch als Heiligengeist Straße eingetragen. An dieser Stelle wurde bis zur Einführung der Eisenbahn die gesamte Post der Berliner Einwohner und des Herrscherhofes bearbeitet – Eingänge wie Ausgänge. Ein Postgebäude und eine umfangreiche Pferdestation bildeten die wichtigsten Ausstattungen. 1984 wurde die bisherige Molkenstraße in die Poststraße einbezogen.

## Historische Gebäude
(geordnet nach Hausnummern)
- Im Jahr 1685 errichtete man im Haus Nummer 1 die Post, die damit namensgebend für die Straße wurde.  (siehe Hofpostamt). Gebäude existiert nicht mehr.
- Im Gebäude Nummer 4 wohnte der kurfürstliche Kammerdiener Anton Freytag, der seinem Kurfürsten Johann Sigismund häufig Wohnasyl bot und in dessen Haus der Kurfürst 1619 auch starb. Dieses Haus wurde in den 1920er Jahren durch einen Geschäftsneubau ersetzt (siehe Kurfürstenhaus).
- Das Haus Nummer 5 wurde bereits 1565 hier dokumentiert: Im hinteren Teil des Grundstücks befand sich die erste Münze Berlins, die später in den neu errichteten Apothekenflügel des Schlosses umzog.[8] Dieses Haus wurde in den 1920er Jahren zusammen mit Nummer 4 durch einen Geschäftsneubau ersetzt (siehe Kurfürstenhaus).
- Am Ende zum Mühlendamm steht das 1987 wiederaufgebaute Ephraim-Palais, zunächst unter der Adresse Poststraße 16 von Veitel Ephraim, dem obersten Münzherrn des Königs, errichtet.[9]
- In der Poststraße 23 Ecke Nikolaikirchplatz steht eines der wenigen am ursprünglichen Standort verbliebenen Berliner Bürgerhäuser des 18. Jahrhunderts. Es handelt sich um das 1761 fertiggestellte Wohn- und Geschäftshaus des Nadlermeisters Johann Christian Knoblauch, nach dem das Haus dann auch benannt wurde: Knoblauchhaus.

Zahlreiche prominente Berliner wohnten in den vergangenen Jahrhunderten in dieser Straße: ein Oberkämmerer, ein Heerführer, zwei Kanzler, ein Geheimer Sekretär und auch die als Berliner Original bekannte Madame Du Titre (Haus Nr. 26) ist erwähnenswert. Die Weinstube Alte Post ist als Treff der Junghegelianer überliefert.